# Bogdan Krutowicz

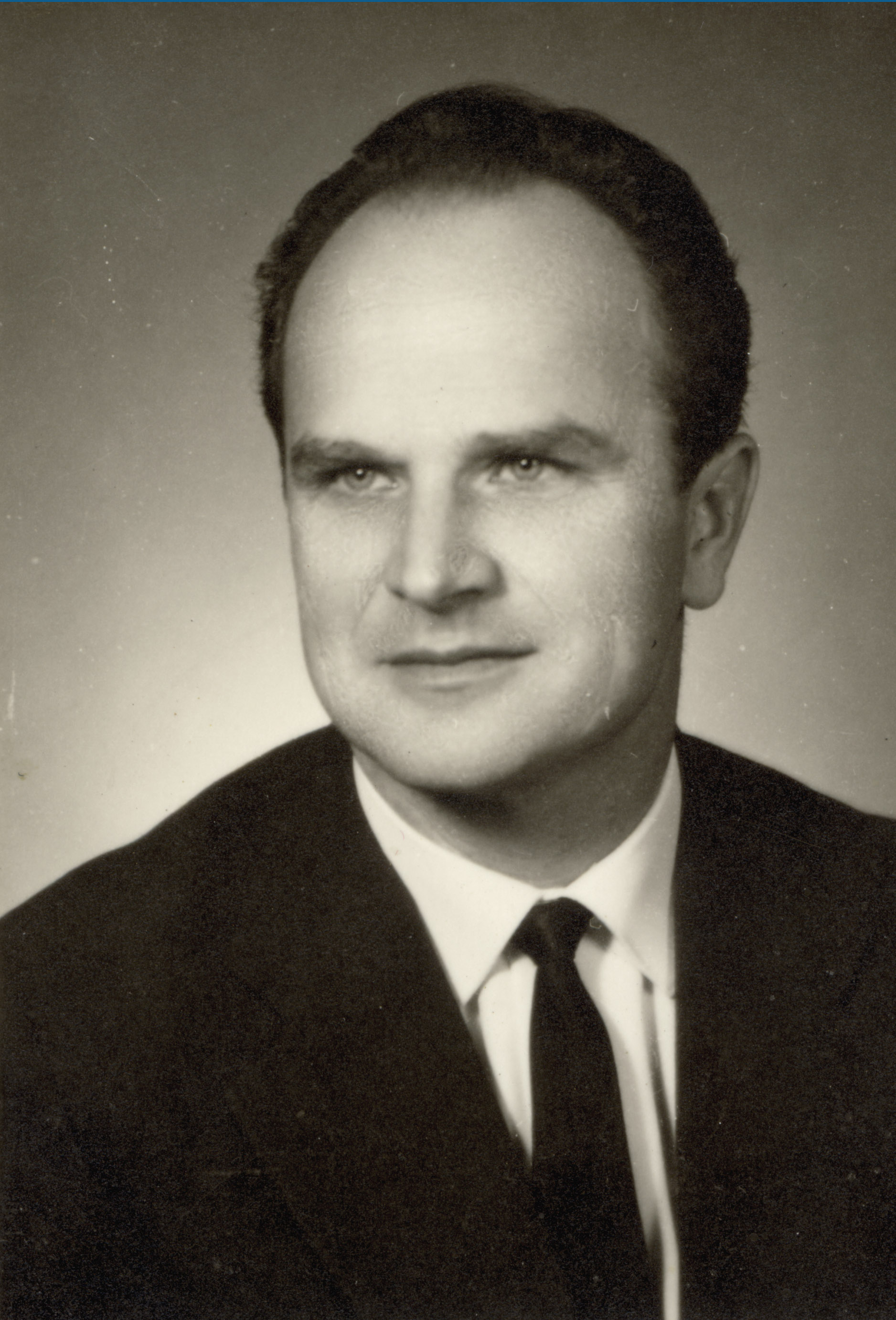
Bogdan Krutowicz w 1966 r.

Bogdan Józef Krutowicz (ur. 28 lutego 1927 w Warszawie, zm. 11 listopada 2011 w Wołominie) – ps. „Piorun”, żołnierz organizacji Wolność i Niezawisłość, więzień polityczny okresu stalinowskiego.

## Życiorys
Syn Wincentego Krotewicza vel Krutowicza i Zofii z domu Rybickiej. W czasie okupacji niemieckiej mieszkał z rodzicami w Warszawie i w Rembertowie. W sierpniu 1943 został wywieziony na teren III Rzeszy jako robotnik przymusowy. Pracował w Dreźnie przy Bünaustrasse 34, w fabryce maszyn Franz Simon istniejącej od 1900, produkującej armaturę okrętową, później głównie zmywarki i pralki do użytku komercyjnego i na użytek armii. Po ucieczce z Drezna do Warszawy w październiku 1943 został aresztowany w Rembertowie przez Gestapo i przebywał kolejno w: areszcie centralnym w Warszawie (listopad 1943), obozie przejściowym w Radogoszczy (listopad 1943), Obozie Koncentracyjnym Działdowo (Soldau) (grudzień 1943) i obozie przejściowym w Radogoszczy (od grudnia 1943 do lutego 1944). W lutym 1944 został odesłany z obozu w Radogoszczy do Drezna gdzie ponownie pracował w fabryce Franz Simon do lutego 1945. Po bombardowaniu Drezna przeprowadzonym przez brytyjskie i amerykańskie lotnictwo 13 i 14 lutego 1945 wydostał się ze zniszczonego miasta i dotarł przez Salzburg do Monachium. Po poddaniu miasta przedostał się za zachodnią linię frontu.
Po zakończeniu wojny, w lipcu 1945 powrócił do Warszawy. Latem 1946 wyjechał na teren Lubelszczyzny i wstąpił do organizacji Wolność i Niezawisłość operującej na terenie lasów biłgorajskich i zamojskich. Był szeregowym żołnierzem o pseudonimie „Piorun” w II plutonie dowodzonym przez Leonarda Kowalczyka pseudonim „Kawka”, komendanta wsi Kawęczyn w rejonie Szczebrzeszyna. W listopadzie 1947 razem z Wiktorem Plurą zorganizował w Pieszycach działającą w ramach podziemia antykomunistycznego, grupę „Czarna Śmierć”. Z czasem grupa ta, licząca 6 osób, rozszerzyła swoją działalność na Wrocław. Dowódcą był Wiktor Plura, zastępcą Henryk Krzycki.
Został aresztowany 19 grudnia 1947 w Dzierżoniowie na Dolnym Śląsku przez funkcjonariuszy Urządu Bezpieczeństwa. 7 lutego 1948 po jednodniowym procesie, został skazany przez Wojskowy Sąd Rejonowy we Wrocławiu pod przewodnictwem Zygmunta Bukowińskiego na karę śmierci (decyzją prezydenta Bolesława Bieruta z 30.03.1948 zamienioną na karę dożywotniego więzienia). Po miesięcznym pobycie we wrocławskim areszcie przewieziono go do więzienia w Rawiczu. 17 marca 1955 po 7 latach pobytu w więzieniu w Rawiczu został uniewinniony i wypuszczony na wolność.
Był członkiem Związku Więźniów Politycznych Skazanych na Karę Śmierci w Okresie Reżimu Komunistycznego.

## Odznaczenia
10 listopada 1994 postanowieniem Prezydenta Rzeczypospolitej Polskiej Lecha Wałęsy, został odznaczony Krzyżem Kawalerskim Orderu Odrodzenia Polski.